# 33 شارع توماس
33 شارع توماس هي ناطحة سحاب تبلغ طولها 170 مترا تقع بمدينة منهاتن نيويورك بالولايات المتحدة الأمريكية، ويتميز هذا المبني بعدم وجود نوافذ له علي الأطلاق وقد تم بنائه علي نمط العمارة القاسية
بُنيت ناطحة السحاب في عام 1974 على يد المهندس المعماري جون كارل وارنك، وكان الهدف من بنائها هو لتحمل أي انفجار نووي لمدة تصل إلى أسبوعين، مما يجعلها واحدة من أكثر الهياكل مناعة في الولايات المتحدة الأمريكية.
منذ بنائه وحتى عام 1999، كان المبني يستخدم كمقسم هواتف لتحويل الاتصالات بواسطة شركة T&AT، حيث كان يتلقى حوالي 175 مليون مكالمة يوميًا، ولكن قبل بداية الألفية الجديدة أخلت الشركة المبنى ونقلت منشآتها إلى مكان آخر، ولكن لايزال يستخدم المبني ك كمقسم هواتف وبالإضافة الي استخدامة كمركز للبيانات
في السابع عشر من سبتمبر عام 1991، بسبب خطأ بشري توقف المبنى عن العمل بشكل كامل ما أدى إلى انقطاع الهاتف عن خمسة ملايين شخص في أمريكا في ذلك الوقت، ، كما تم توقف الخطوط الخاصة لإدارة الطيران الفيدرالي، الأمر الذي أدى إلى تعطيل مراقبة الحركة الجوية إلى 398 مطارًا يخدم معظم أنحاء شمال شرق الولايات المتحدة.